# Eubordeta flammens
Eubordeta flammens là một loài bướm đêm trong họ Geometridae.